# جانی پرستون
جانی پرستون (انگلیسی: Johnny Preston؛ ۱۸ اوت ۱۹۳۹ – ۴ مارس ۲۰۱۱) یک موسیقی‌دان اهل ایالات متحده آمریکا بود. وی بین سال‌های ۱۹۵۹ تا ۲۰۰۹ میلادی فعالیت می‌کرد.